# Pia Berger-Vogel
Pia Berger-Vogel (* 8. Januar 1969 in Sursee) ist eine ehemalige Schweizer Rudersportlerin.

## Leben
Pia Berger-Vogel (ehemals Pia Vogel) wurde am 8. Januar 1969 in Sursee geboren. Sie wuchs am Sempachersee in der Nähe von Luzern auf. 
Im Alter von 15 Jahren besuchte sie ein Probe-Rudertraining des Seeclubs Sursee. Sie wurde als Talent entdeckt und wandte sich dem Rudersport zu. Mit 17 Jahren gewann Berger-Vogel den ersten Junioren-Schweizer-Meistertitel und nahm an den Junioren-Weltmeisterschaften teil. Im Laufe der Jahre folgten weitere Erfolge, die durch die beiden Weltmeistertitel in den Jahren 1998 und 1999 gekrönt wurden. 2004 trat Berger-Vogel vom aktiven Rudersport zurück. 
Der Sportverband des Kantons Luzern würdigte Berger-Vogel mit dem «Luzerner Sportpreis 1998», den sie am 11. Januar 1999 entgegennehmen konnte.
Pia Berger-Vogel ist seit 2009 verheiratet und lebt mit ihrem Mann in der Schweiz und Irland.

## Sportliche Erfolge

### International
| Jahr | Wettkampf                                      | Rang                                    |
| ---- | ---------------------------------------------- | --------------------------------------- |
| 1986 | Junioren-Weltmeisterschaften in Roudnice (TCH) | 7. Rang (Doppelzweier)                  |
| 1987 | Junioren-Weltmeisterschaften in Köln (D)       | 2. Rang (Doppelzweier)                  |
| 1988 | U-23-Weltmeisterschaften in Gent (BEL)         | 3. Rang (Einer) / Leichtgewichte        |
| 1989 | Weltmeisterschaften in Bled (YUG)              | 7. Rang (Doppelzweier) / Leichtgewichte |
| 1990 | U-23-Weltmeisterschaften in Narro (ITA)        | 1. Rang (Doppelzweier) / Leichtgewichte |
| 1991 | Weltmeisterschaften in Wien (A)                | 9. Rang (Doppelzweier) / Leichtgewichte |
| 1991 | U-23-Weltmeisterschaften in Linz (A)           | 1. Rang (Doppelzweier) / Leichtgewichte |
| 1992 | Weltmeisterschaften in Montreal (CAN)          | 5. Rang (Doppelzweier) / Leichtgewichte |
| 1993 | Weltmeisterschaften in Roudnice (TCH)          | 10. Rang (Einer) / Leichtgewichte       |
| 1994 | Weltmeisterschaften in Indianapolis (USA)      | 3. Rang (Einer) / Leichtgewichte        |
| 1995 | Weltmeisterschaften in Tampere (FIN)           | 6. Rang (Einer) / Leichtgewichte        |
| 1998 | Weltmeisterschaften in Köln (D)]               | Weltmeisterin (Einer) / Leichtgewichte  |
| 1999 | Weltmeisterschaften in St. Catharines (CAN)    | Weltmeisterin (Einer) / Leichtgewichte  |
| 2000 | Olympische Spiele in Sydney (AUS)              | 5. Rang (Doppelzweier) / Leichtgewichte |
| 2001 | Weltmeisterschaften in Luzern (CH)             | 3. Rang (Einer) / Leichtgewichte        |

### National
Zwischen 1986 und 2004 gewann Pia Vogel 14 Schweizer Meistertitel.

## Auszeichnungen
| Jahr | Auszeichnung                                              |
| ---- | --------------------------------------------------------- |
| 1987 | Auszeichnung mit der «Göpf-Kottmann-Medaille»             |
| 1987 | Auszeichnung mit dem «Goldenen Ehrenruder der Schweiz»    |
| 1998 | Auszeichnung als «Zentralschweizer Sportlerin des Jahres» |
| 1999 | Auszeichnung mit der «Göpf-Kottmann-Medaille»             |
| 1999 | Auszeichnung als «Zentralschweizer Sportlerin des Jahres» |